# Элевсиняне (пьеса)
«Элевсиняне» — трагедия древнегреческого драматурга Эсхила (первая половина V века до н. э.), посвящённая мифам беотийского цикла. Её текст почти полностью утрачен.
В пьесе рассказывается об одном из эпизодов похода Семерых против Фив. Когда Семеро потерпели поражение под стенами Фив, жители города отказались выдать тела врагов для погребения; тогда Адраст в городе Элевсин обратился к царю Афин Тесею, и тот пообещал ему помощь. От всей пьесы сохранилась только одна строка — слова Тесея «Не терпит дело: тлеет тело мёртвое». К беотийскому циклу Эсхила относятся также трагедии «Аргивяне, или Аргивянки» и «Немея» и сатировская драма «Керкион».